# Peter Ingwersen
Peter Emil Ingwersen (3. februar 1920 i Toftlund – 23. november 2004) var førstelærer i Jernvedlund og var medstifter af rejsebureauet Tjæreborg Rejser sammen med præsten Eilif Krogager.